# The Adventures of Rex and Rinty
The Adventures of Rex and Rinty é um seriado estadunidense de 1935, gênero aventura e Western, dirigido por B. Reeves Eason e Ford Beebe, em 12 capítulos, estrelado por Rex King of the Wild Horses, Rin-Tin-Tin Jr., Kane Richmond e Smiley Burnette. O cão Rin-Tin-Tin Jr. é filho do famoso Rin-Tin-Tin, que morrera em 1932. O seriado foi produzido e distribuído pela Mascot Pictures, e veiculou nos cinemas estadunidenses a partir de 1 de agosto de 1935.

## Sinopse
Rex é trazido da ilha de Sujan, onde ele é adorado como um Deus-Cavalo, para os Estados Unidos, para ser treinado como um pônei de polo. Ele escapa, conhece Rinty e com a ajuda de Frank Bradley retorna para Sujan. Os nativos foram persuadidos a se voltarem contra seu Deus-Cavalo, porém ele é resgatado antes de ser queimado em sacrifício.[carece de fontes?]

## Elenco
- Rex King of the Wild Horses … Ele mesmo
- Rin Tin Tin Jr. … Rinty
- Kane Richmond … Frank Bradley
- Norma Taylor … Dorothy Bruce
- Mischa Auer … Tanaga
- Smiley Burnette … Jensen
- Harry Woods … Crawford
- Pedro Regas … Pasha
- Hooper Atchley … Debor
- Wheeler Oakman … Wheeler
- Victor Potel … Kinso
- Allan Cavan … Mr. Bruce
- Ralph Byrd ... Forrest (não-creditado)
- George Chesebro	...	Capanga Anderson (não-creditado)[2]
- Edmund Cobb ... Capanga Jones (não-creditado)

## Capítulos
1. God Horse of Sujan
2. Sport of Kings
3. Fangs of Flame
4. Homewards Bound
5. Babes in the Woods
6. Dead Man's Tale
7. End of the Road
8. A Dog's Devotion
9. The Stranger's Recall
10. The Siren of Death
11. New Gods for Old
12. Primitive Justice

Fonte: